# أكيم ألبرشت
أكيم ألبرشت (بالإنجليزية: Achim Albrecht)‏ هو مصارع محترف واخصائي تغذية ألماني وأمريكي، ولد في 2 يوليو 1962 في مونستر في ألمانيا.

## وصلات خارجية
- أكيم ألبرشت على موقع CageMatch worker (الإنجليزية)

- أكيم ألبرشت على موقع IMDb (الإنجليزية)
- أكيم ألبرشت على موقع IMDb (الإنجليزية)
- أكيم ألبرشت على موقع قاعدة بيانات الفيلم (الإنجليزية)